# هوبرت ييقر
هوبرت يوسف ييقر (و. 18مارس 1959 في إنغن ) دبلوماسي ألماني يشغل منصب سفير ألمانيا في اليمن منذ أغسطس 2021. كان سفيرًا سابقًا في ليبيريا منذ سبتمبر 2016.

## روابط خارجية
- الموقع الإلكتروني للسفارة الألمانية في اليمن